# Машина безопасности

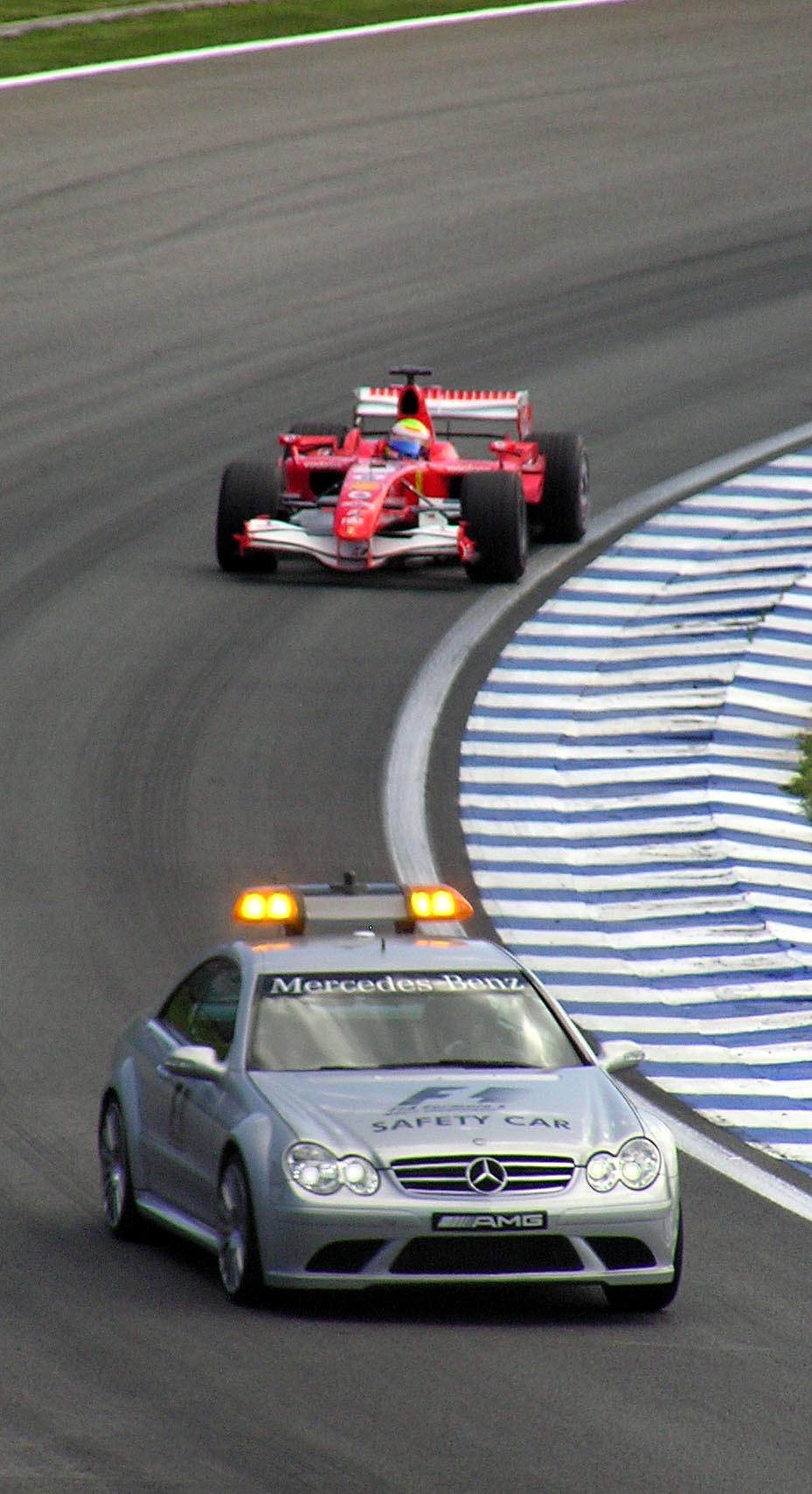
Сейфти-кар ведёт пелотон «Формулы-1» на Гран-при Бразилии 2006 года.

Маши́на безопа́сности, се́йфти-кар (англ. safety car), в США — пейс-кар (англ. pace car) — специальный спортивный автомобиль, который используется в случае возникновения опасных ситуаций (аварийных, погодных) на трассе во время проведения автомобильных и мотоциклетных кольцевых гонок.
В общем случае, пелотон должен следовать за машиной безопасности на сниженной скорости в установленном порядке. Экипаж машины безопасности при этом изучает состояние трассы. После принятия дирекцией гонки решения о том, что опасность миновала, машина безопасности покидает трассу, и гонка продолжается. Кроме того, в некоторых сериях (например, в MotoGp) машина безопасности лидирует во время прогревочного круга, а затем контролирует старт гонки непосредственно позади стартовой решётки.

## Формула-1
В автогонках класса «Формула-1» машина безопасности впервые появилась на Гран-при Канады 1973 года, когда трассу засыпало обломками после аварии двух участников. Электронного хронометража в то время не было, и судьи не смогли оперативно разобраться, кто является реальным лидером гонки. Тогда первый в истории «Формулы-1» выезд машины безопасности только усилил неразбериху на трассе, что непосредственно повлияло на результат заезда. Только в 1992 году Международной автомобильной федерацией были приняты чёткие правила по использованию машины безопасности.
Пилотом машины безопасности «Формулы-1» с 2000 года является Бернд Майландер, помощником пилота (штурманом) с 1997 года — Питер Тиббетс. Если задачей пилота является исключительно управление автомобилем, то задачи штурмана — управление системой сигнальных огней, которой оборудована машина, общение по радио с дирекцией гонки и наблюдение за ситуацией.

Когда позади парни из Ф1, мне нужно постоянно пилотировать на 99 % своих возможностей. Я оставляю один процент про запас, чтобы гарантировать безопасность.— Бернд Майландер

### Машины безопасности «Формулы-1» в разные годы
| Годы                        | Модель                              | Двигатель            | Изображение |
| --------------------------- | ----------------------------------- | -------------------- | ----------- |
| 1973 (Гран-при Канады)      | Porsche 914/6                       | 2.0 л. H6 110 л.с.   |             |
| 1980—1983 (Гран-при Монако) | Lamborghini Countach                | 4.8 л. V12 381 л.с.  |             |
| 1993 (Гран-при Бразилии)    | Fiat Tempra 16V                     | 2.0 л. I4 127 л.с.   |             |
| 1994 (Гран-при Сан-Марино)  | Opel Vectra 2000 Turbo              | 2.0 л. I4 204 л.с.   |             |
| 1994 (Гран-при Японии)      | Honda Prelude                       |                      |             |
| 1995 (Гран-при Канады)      | Lamborghini Diablo                  | 5.7 л. V12 485 л.с.  |             |
| 1995 (Гран-при Бельгии)     | Porsche 911 GT2                     | 3.6 л. H6 450 л.с.   |             |
| 1996 (Гран-при Аргентины)   | Renault Clio                        | 1.8 л. I4 137 л.с.   |             |
| 1996-1997                   | Mercedes-Benz C 36 AMG (W202)       | 3.6 л. R6 280 л.с.   |             |
| 1997—1999                   | Mercedes-Benz CL K55 AMG (С208)     | 5.4 л. V8 347 л.с.   |             |
| 1999-2000                   | Mercedes-Benz CL 55 AMG (C215)      | 5.4 л. V8 347 л.с.   |             |
| 2001—2002                   | Mercedes-Benz SL 55 AMG (R230)      | 5.4 л. V8k 476 л.с.  |             |
| 2003                        | Mercedes-Benz CLK 55 AMG (C209)     | 5.4 л. V8 367 л.с.   |             |
| 2004—2005                   | Mercedes-Benz SLK 55 AMG (R171)     | 5.4 л. V8 367 л.с.   |             |
| 2006—2007                   | Mercedes-Benz CLK 63 AMG (C209)     | 6.2 л. V8 481 л.с.   |             |
| 2008—2009                   | Mercedes-Benz SL 63 AMG (R230)      | 5.5 л. V8t 537 л.с.  |             |
| 2010—2014                   | Mercedes-Benz SLS AMG GT (C197)     | 6.2 л. V8 591 л.с.   |             |
| 2015—2016                   | Mercedes-AMG GT S (C190)            | 4.0 л. V8t 510 л.с.  |             |
| 2017 — 2021                 | Mercedes-AMG GT R (C190)            | 4.0 л. V8t 585 л.с.  |             |
| 2021 — н. в.                | Aston Martin Vantage (2018)         | 4.0 л. V8t 510 л.с.  |             |
| 2022 — н.в.                 | Mercedes-AMG GT Black Series (C190) | 4.0 л. V8t 720 л. с. |             |

## MotoGP
В мотогонках класса «MotoGP» машина безопасности применяется только для инспекционных кругов перед заездами. С 1999 года MotoGP Safety Car традиционно готовится компанией BMW (с 2006 года — её спортивным подразделением). С 2016 года используется автомобиль, построенный на базе BMW M2 Coupe. Он имеет рядный шестицилиндровый трёхлитровый турбированный двигатель, развивающий мощность до 370 л. с. при 7000 об/мин, и способен разогнаться до 100 км/ч за 4,3 секунды.

## Indy 500
На трассе старейшей регулярной автогонки старт осуществляется с ходу, за пейс-каром, который используется там с самого начала — с 1911 года.

## WTCC
В сезоне 2009 впервые в качестве пейс-кара на этапах чемпионата мира по моторным видам спорта использовался автомобиль российского производства — серийная LADA Priora.
В чемпионате кузовных автомобилей и в некоторых гонках поддержки в качестве машины безопасности с 2016 года использовался Volvo V60 Polestar, пилотом которого выступал португалец Бруно Коррейя.

## Формула Е
В автогонках на электромобилях класса «Формула Е» в качестве машины безопасности используется BMW i8 с гибридным двигателем. Пилотирует её Бруно Коррейя.

## Галерея

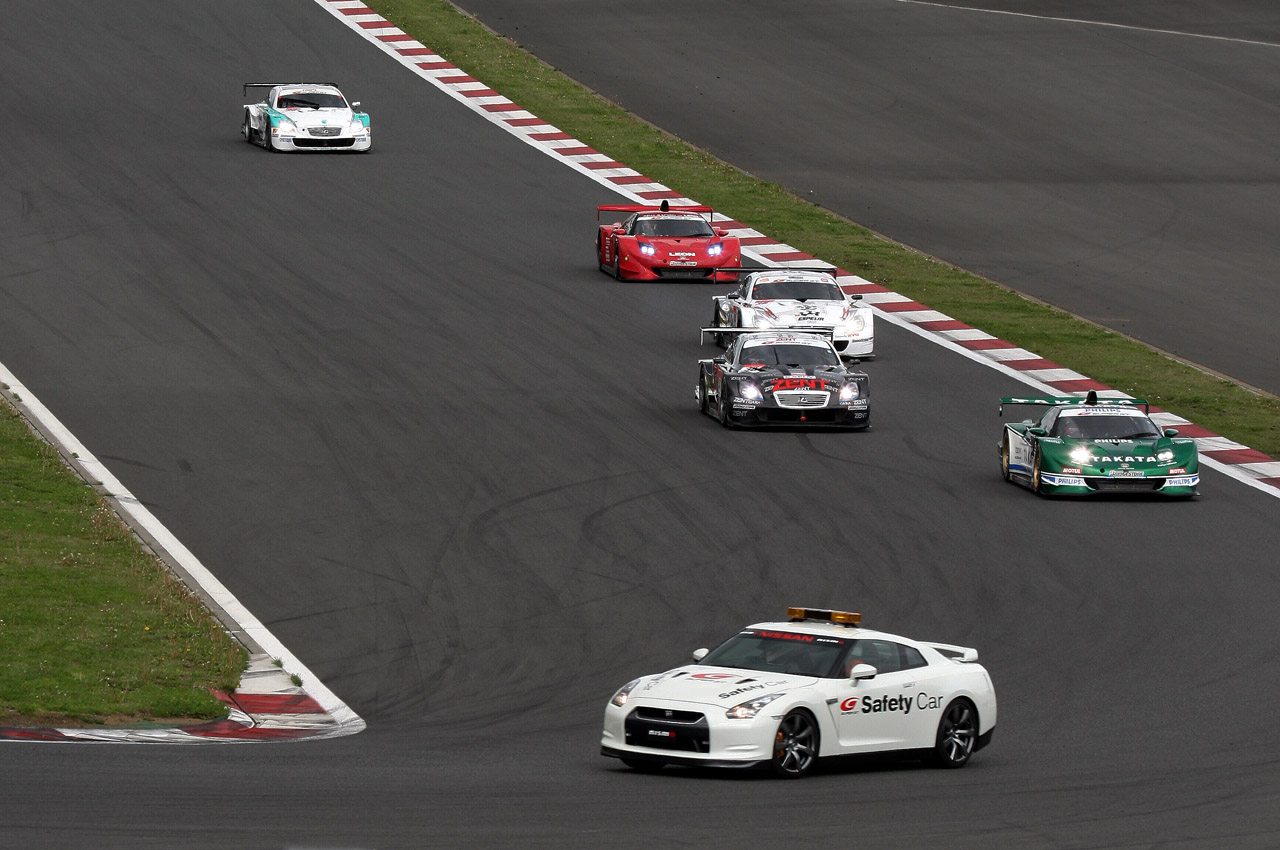
Nissan GT-R — машина безопасности в гонке Super GT, 2008 год
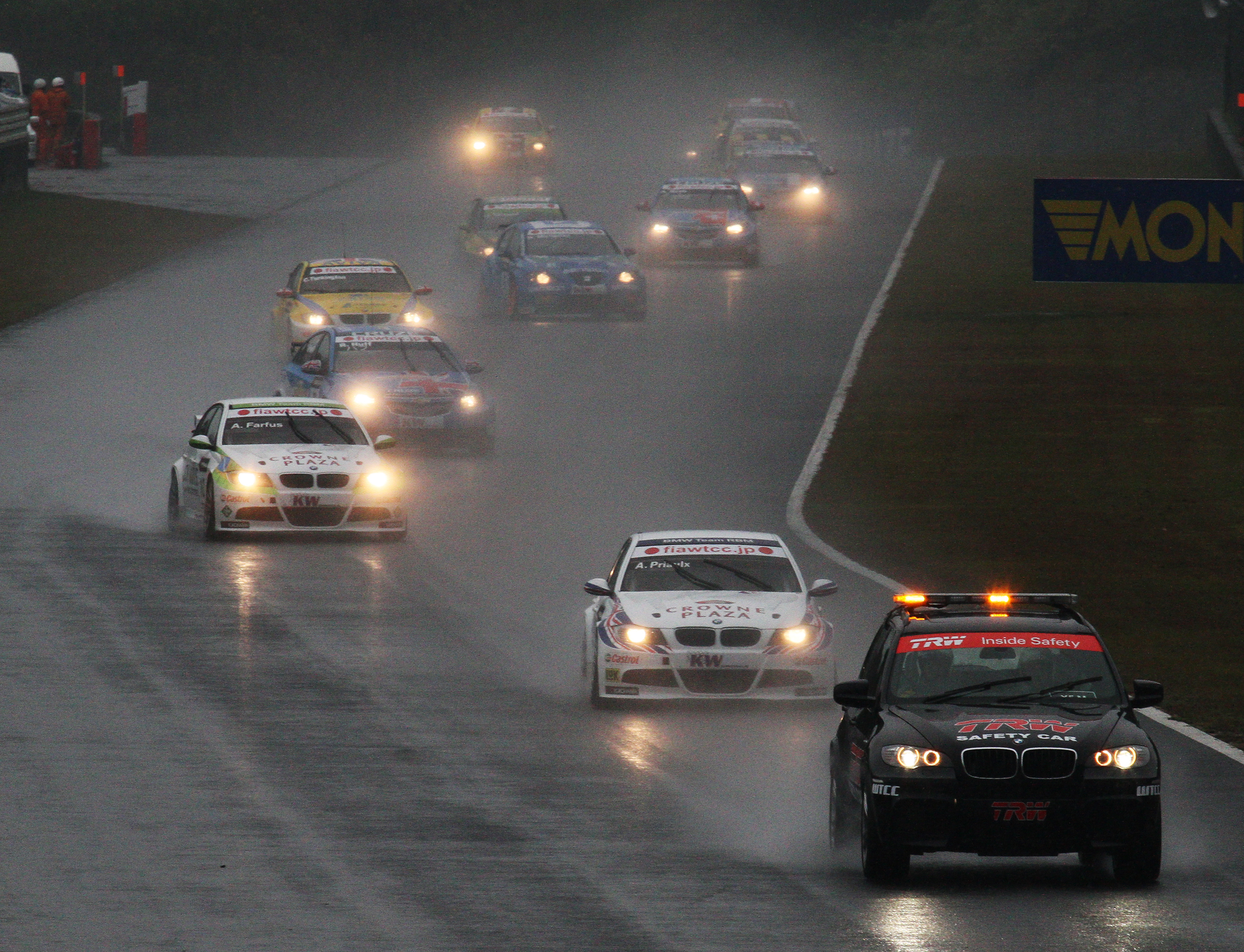
BMW X5 (E70) — машина безопасности в гонке WTCC, 2010 год
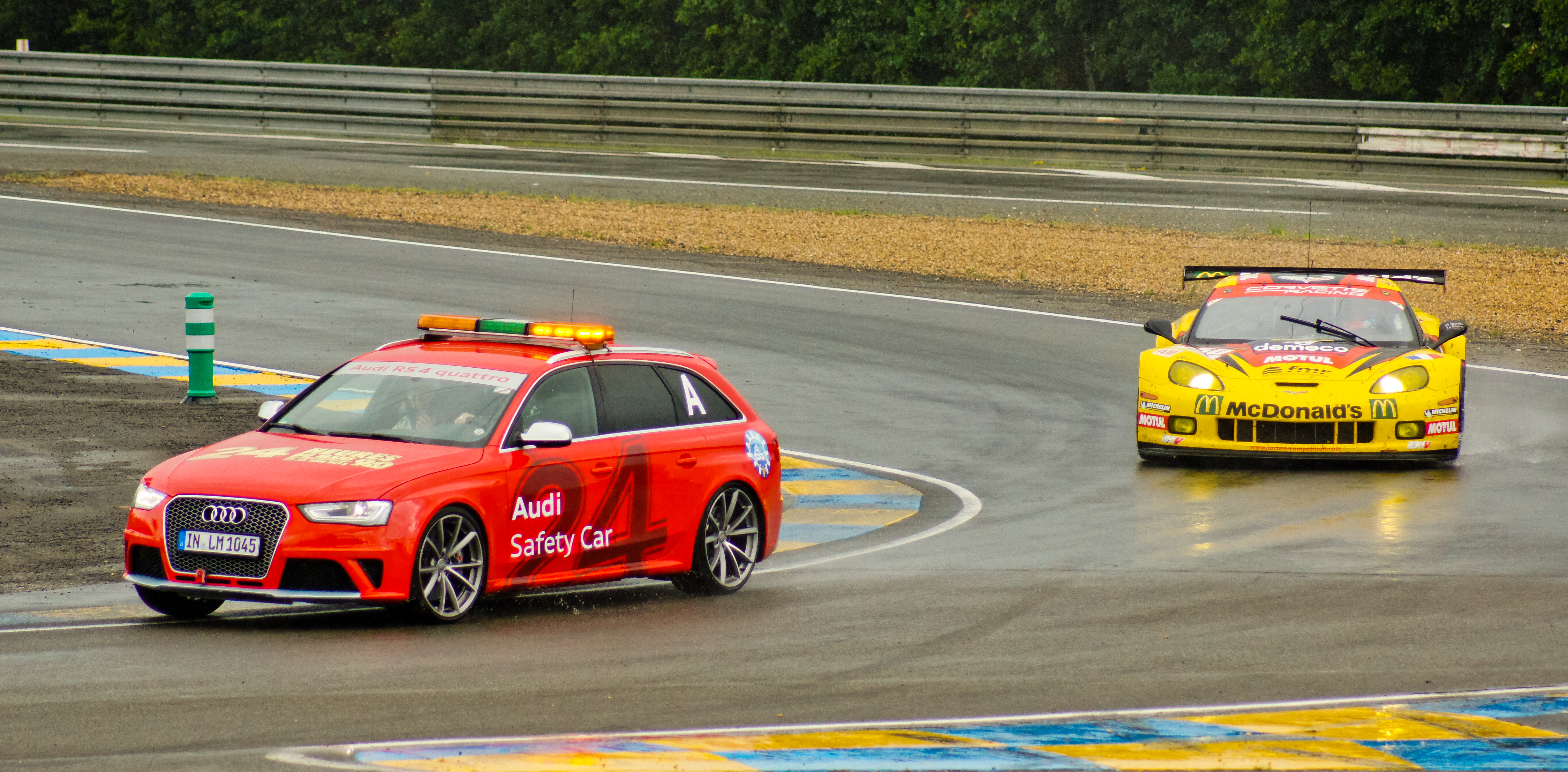
Audi RS 4 — машина безопасности в гонке 24 часа Ле-Мана 2013
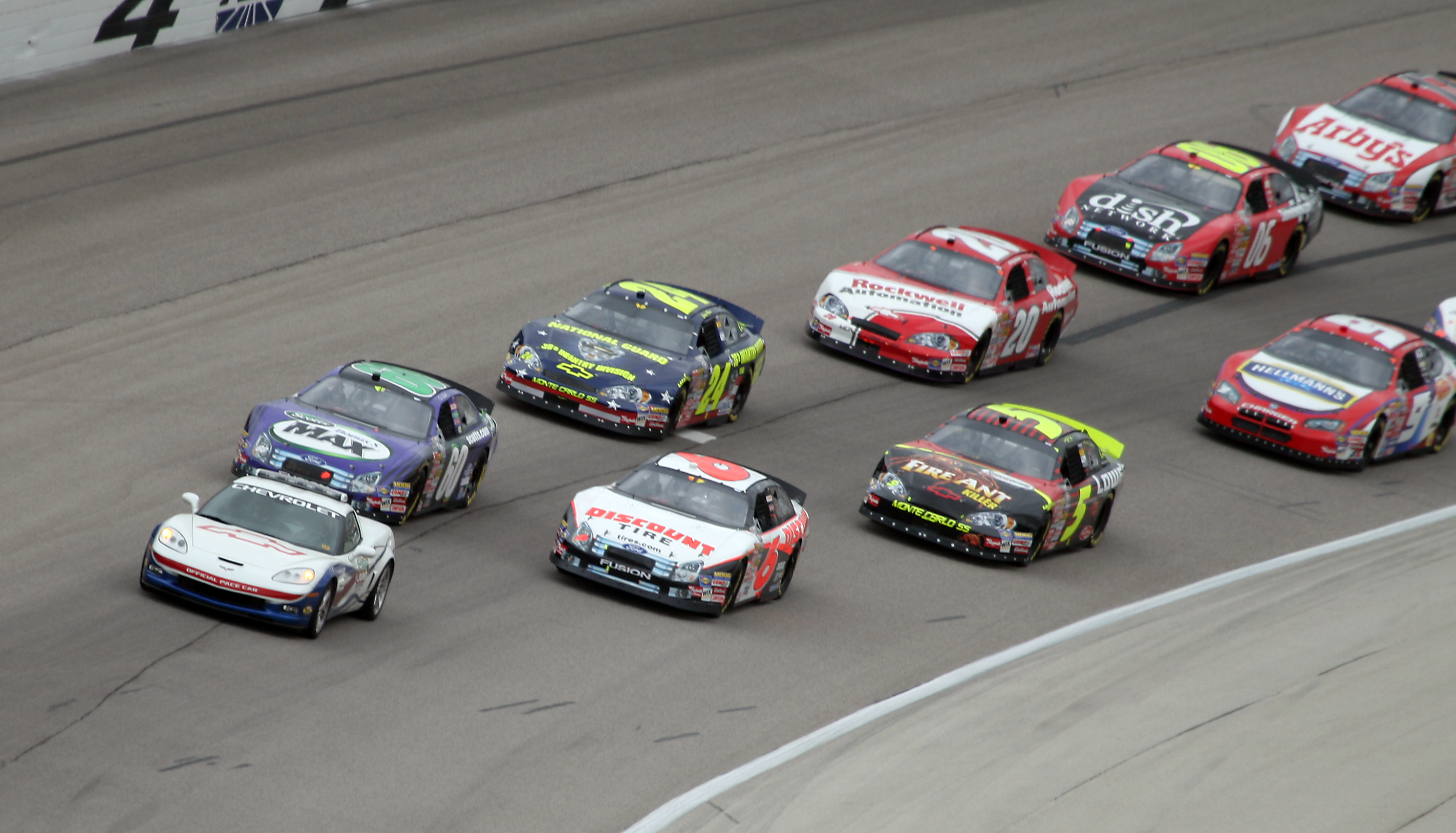
Chevrolet Corvette — машина безопасности в гонке NASCAR, 2007
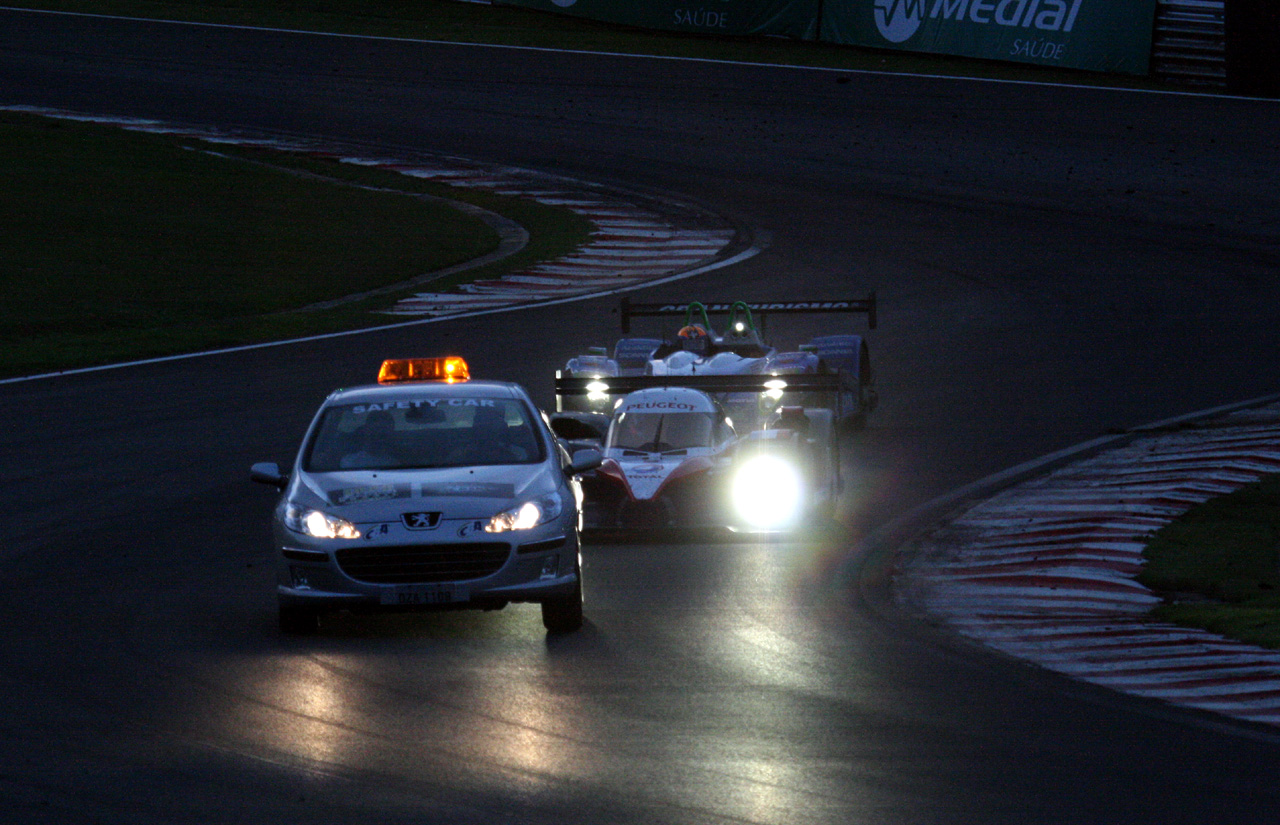
Peugeot 407 — машина безопасности в гонке Le Mans Series, 2007
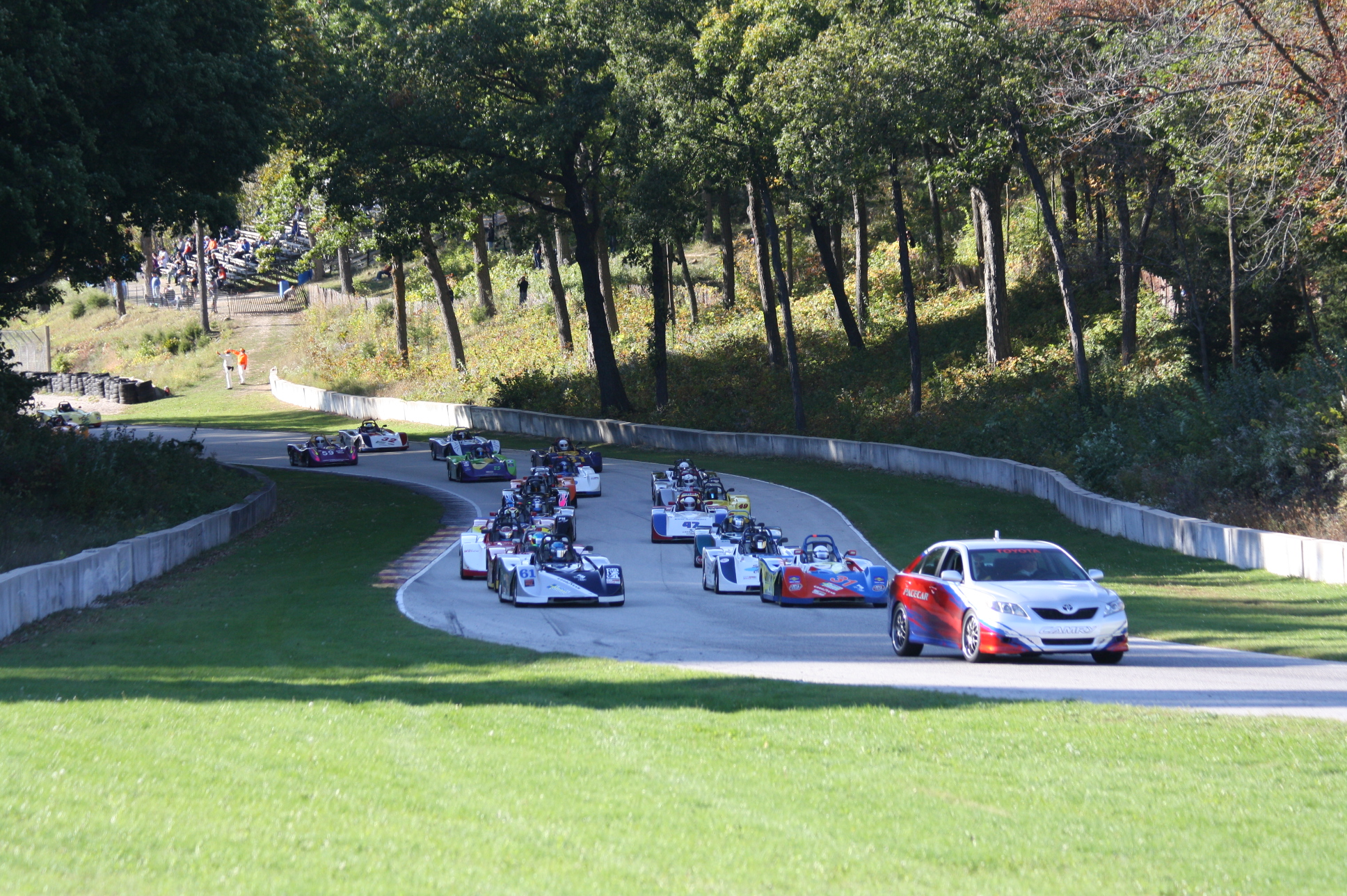
Toyota Camry — машина безопасности в гонке SCCA (Северная Америка), 2010
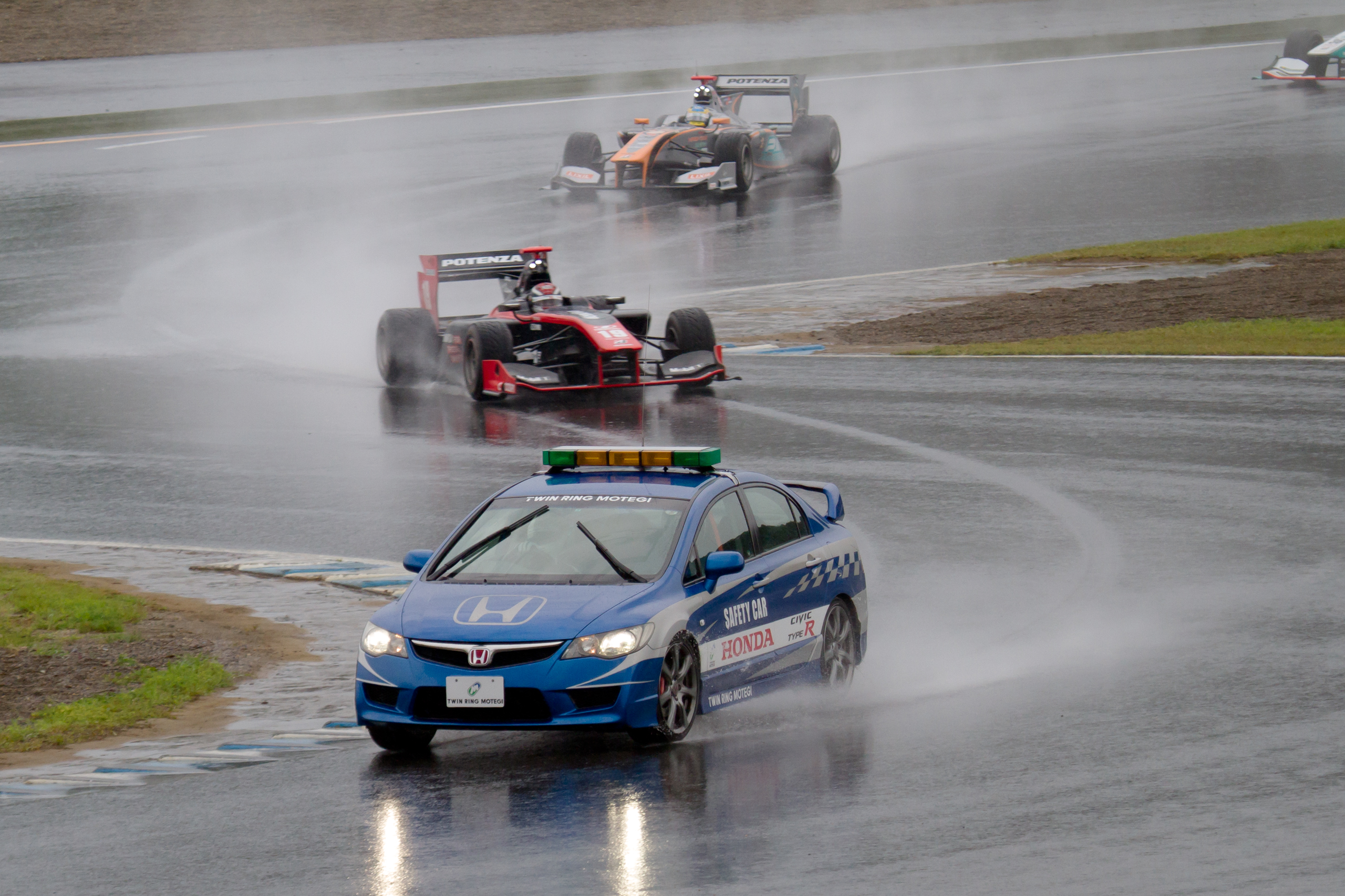
Honda Civic — машина безопасности в гонке Супер-Формула, 2014
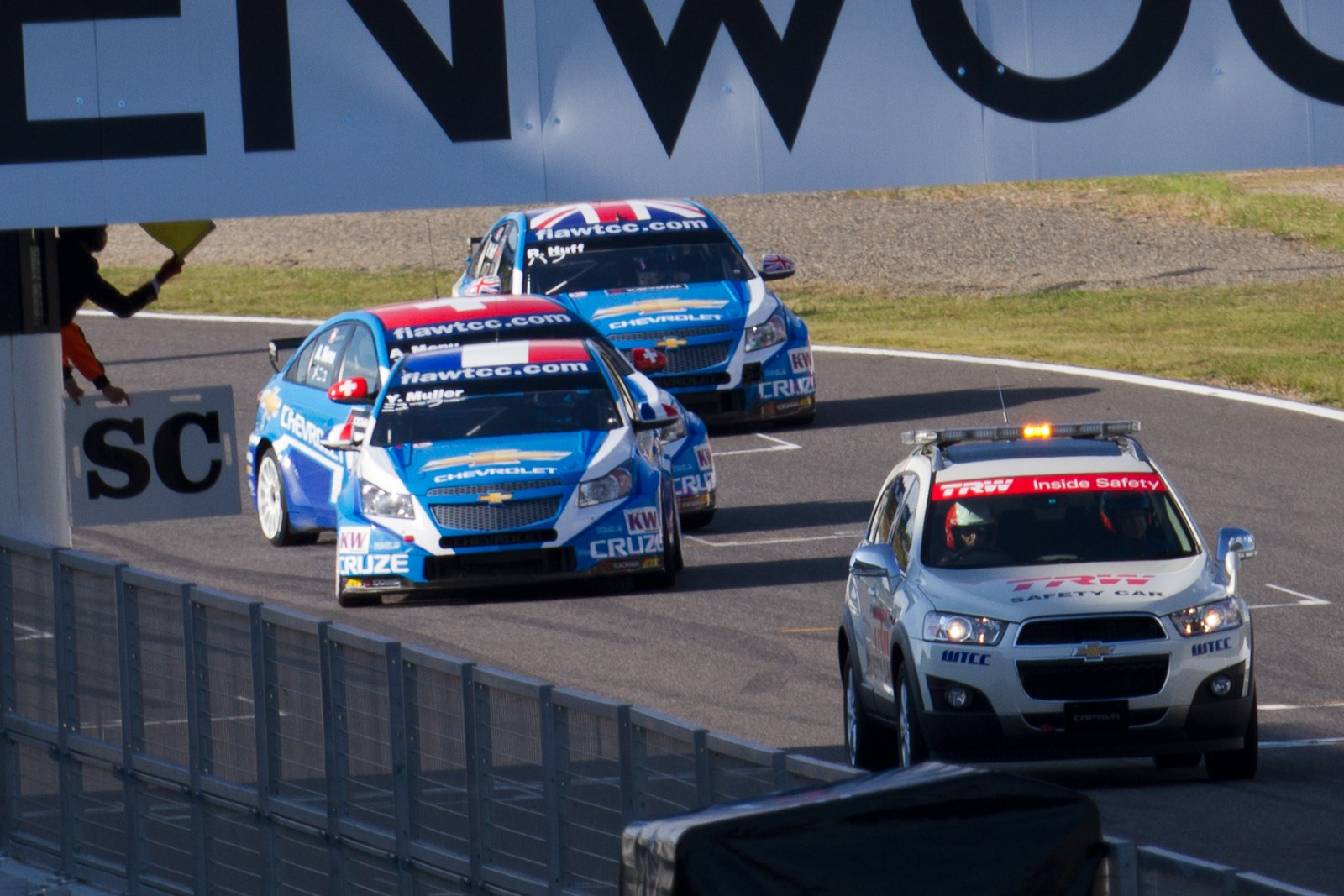
Chevrolet Captiva — машина безопасности в гонке WTCC, 2011